# Daniel Yuste
Daniel Yuste Escolar (Madrid, 17 de novembro de 1944 — 26 de março de 2020) foi um ciclista espanhol que correu profissionalmente em 1969 até o ano seguinte. Competiu na perseguição individual nos Jogos Olímpicos da Cidade do México 1968.
Morreu no dia 26 de março de 2020, aos 75 anos, em decorrência da COVID-19.